# 西关街道 (宿州市)
西关街道，是中华人民共和国安徽省宿州市埇桥区下辖的一个乡镇级行政单位。

## 行政区划
西关街道下辖以下地区：
祥安社区、下关社区、振兴社区、美庐社区、和园社区和环宇社区。